# José Maria Florêncio
José Maria Florêncio (ur. 2 czerwca 1962 w Fortalezie) – polski dyrygent, altowiolista i kompozytor, brazylijskiego pochodzenia.

## Życiorys
Absolwent Uniwersytetu Minas Gerais w Belo Horizonte. Doszkalał się na kursach mistrzowskich w Brazylii, w Juilliard School of Music w Nowym Jorku, Musikhochschule w Wiedniu oraz Akademii Muzycznej im. F. Chopina w Warszawie. Po ukończeniu studiów był koncertmistrzem altówki Orkiestry Symfonicznej Minas Gerais w Belo Horizonte i Orkiestry Symfonicznej Bahia w Salwadorze. W tym samym czasie rozwijał również swoją karierę solową, a następnie dyrygencką.
Od 1985 roku mieszka w Polsce, w Poznaniu. Pracuje zarówno w Polsce, jak i za granicą. Był między innymi dyrygentem Teatru Wielkiego w Łodzi, dyrektorem muzycznym Opery Wrocławskiej, pełnił funkcję dyrektora naczelnego i artystycznego Orkiestry i Chóru PRiTV w Krakowie, dyrektora Muzycznego Teatru Wielkiego im. Stanisława Moniuszki, dyrektora naczelnego i artystycznego Filharmonii Poznańskiej oraz stałego dyrygenta w Teatrze Wielkim – Operze Narodowej w Warszawie. Współpracował z wieloma wybitnymi solistami: Ewą Podleś, José Curą, Andrzejem Dobberem, Olgą Pasiecznik i Małgorzatą Walewską oraz instrumentalistami, takimi jak Julian Rachlin, Dimitr Sitkovesky, Antonio Menezes, Iwan Monighetti, Đặng Thái Sơn, Nelson Goerner, Garrick Ohlsson oraz Konstanty Andrzej Kulka.
Od 2008 do 4 maja 2011 był zastępcą dyrektora ds. artystycznych Opery Bałtyckiej oraz dyrygentem tytularnym jednej z ważniejszych instytucji artystycznych kontynentu południowoamerykańskiego – Orquestra Sinfonica do Teatro Municipal de São Paulo.
Jako kierownik muzyczny i dyrygent zrealizował najnowsze premiery w Operze Bałtyckiej – Don Giovanniego i Wesele Figara Mozarta, Eugeniusza Oniegina Czajkowskiego, dwie przygotowane na międzynarodowy festiwal pod egidą Mezzo TV, produkcje Gwałt na Lukrecji Brittena oraz Ariadna na Naksos Straussa oraz Salome Straussa.
Pełni też funkcję Konsula Honorowego Republiki Federalnej Brazylii w Polsce.

## Odznaczenia
- Srebrny Medal „Zasłużony Kulturze Gloria Artis” (1 października 2010)[3]

## Nagrody
- nagroda krytyków muzycznych São Paulo dla najlepszego dyrygenta sezonu (1992)
- „Srebrna Łódka” - nagroda za najlepszy spektakl teatralny roku Ernani G. Verdiego na scenie Teatru Wielkiego w Łodzi (1992)
- „Srebrna Łódka” - nagroda za najlepszy spektakl teatralny roku Cavalleria rusticana P. Mascagniego na scenie Teatru Wielkiego w Łodzi (1993)
- nagroda „Sereia de Ouro” Brazylijskiej Telewizji GLOBO dla osobowości roku (1997)
- Nagroda Prezydenta Miasta Gdańska w Dziedzinie Kultury z okazji jubileuszu 25-lecia pracy artystycznej (2010)[4]

Źródło:.